# Sylvain Sansone
Pour les articles homonymes, voir Sansone.
Sylvain Sansone est un footballeur français né le 18 octobre 1967 à Sète.

## Biographie
Il évolue au poste de gardien de but, principalement au RC Strasbourg. 
Après sa carrière il anime l'école de gardiens de buts des Cévennes. 
Il a également été entraîneur à l'Al Ahly Soccer Academy ainsi qu'au FC Rhône Vallées et des U19 Excellence du FC Sète.

## Carrière
- 1986-1987 :  INF Vichy
- 1987-1989 :  FC Sète
- 1989-1994 :  RC Strasbourg
- 1994-1995 :  CS Sedan-Ardennes
- 1995-1996 :  FC Felgueiras
- 1996-1997 :  Vitória Setúbal
- 1997-1998 :  Stade Beaucairois
- 1998-2003 :  Olympique d'Alès[2]

## Palmarès
- International espoir : 10 sélections.